# Метод фотонного зонда
Метод фотонного зонда (англ. photon probe technique) — метод, де використовуються фотони в інфрачервоній, видимій, ультрафіолетовій області спектрів для дослідження поверхні, і суть якого полягає в опроміненні поверхні за допомогою мікропучків променів з метою отримання аналітичної інформації чи дослідження процесів, які відбуваються на поверхні (адсорбції, хемосорбції, корозії, реактивності поверхні, структури поверхні тощо). Метод застосовується для встановлення топологічних та морфологічних характеристик поверхні, її елементного складу, типу хімічних зв'язків, геометричних та електронних характеристик структури поверхні.